# Fédération espagnole de basket-ball
Pour les articles homonymes, voir FEB.
La Fédération espagnole de Basket-ball (Federación Española de Baloncesto ou FEB) est une association, fondée en 1923 à Barcelone, chargée d'organiser, de diriger et de développer le basket-ball en Espagne, d'orienter et de contrôler l'activité de toutes les associations ou unions d'associations s'intéressant à la pratique du basket-ball. Son premier président fut Fidel Bricalle.
Le basket en Espagne s'organise de la même manière, que la plupart des autres pays européens, et de la majorité des membres de la FIBA. La FEB, n'organise pas la ligue de clubs professionnelles (Liga ACB), mais elle s'occupe de toutes les autres compétitions de basket (LEB Oro, LEB Plata, et la liga EBA). La FEB s'occupe également des compétitions au niveau des jeunes.
Au niveau international, la FEB est l'organisation sportive qui représente l'Espagne dans les compétitions officielles internationalement. La FEB choisit les entraineurs des sélections espagnoles de basket, que ce soit au niveau adulte ou jeune.
En février 2020, la FEB est récompensée avec un Prix Laureus.

## Palmarès

### Équipe d'Espagne de basket-ballmasculin
- Championnat du monde de basket-ball masculin
  - Champion: 2006, 2019
- Jeux olympiques
  - Médailles d'argent: 1984, 2008
- Championnat d'Europe de basket-ball masculin
  - Champion: 2009, 2011
  - Finaliste: 1935, 1973, 1983, 1999, 2003, 2007

### Équipe d'Espagne de basket-ball féminin
- Championnat du monde de basket-ball féminin
  - Troisième place: 2010
- Championnat d'Europe de basket-ball féminin
  - Championne: 1993
  - Finaliste: 2007